# Hamburg (Iowa)
Hamburg is een plaats (city) in de Amerikaanse staat Iowa, en valt bestuurlijk gezien onder Fremont County.

## Demografie
Bij de volkstelling in 2000 werd het aantal inwoners vastgesteld op 1240. In 2006 is het aantal inwoners door het United States Census Bureau geschat op 1214, een daling van 26 (-2,1%).

## Geografie
Volgens het United States Census Bureau beslaat de plaats een oppervlakte van 2,9 km², geheel bestaande uit land. Hamburg ligt op ongeveer 280 m boven zeeniveau.

## Plaatsen in de nabije omgeving
De onderstaande figuur toont nabijgelegen plaatsen in een straal van 20 km rond Hamburg.